# Furqlus
Furqlus (tiếng tiếng Thổ Nhĩ Kỳ: Fırıklus, tiếng Ả Rập: الفرقلس, đã Latinh hoá: al-Fūrqlūs, Furglus hoặc Furklus) là một thị trấn ở miền trung Syria, một phần hành chính của Tỉnh Homs, phía đông thành phố Homs. Nằm ở vùng tiếp cận phía đông của sa mạc Syria, thị trấn nằm giữa al-Qaryatayn ở phía nam, Sadad về phía tây nam, Shinshar về phía tây, Fatim al-Amuq và al-Sayyid ở phía tây bắc, al-Mukharram ở phía bắc và Palmyra ở phía đông. Theo Cục Thống kê Trung ương (CBS), Furqlus có dân số 5.096 người trong cuộc điều tra dân số năm 2004.

## Lịch sử

### Cổ vật và từ nguyên
Trong thời kỳ Đế quốc Byzantine ở Syria, Furqlus được gọi là "Betproclis" hoặc "Betroclus", đó là phiên âm tiếng Hy Lạp của tên gốc Semitic "Beth Forklos". Tên Latin của nó là "Proclus."  Tiếng Ả Rập của phần sau của tên Hy Lạp "proclis" là "Furqlus".
Tài liệu Byzantine cuối thế kỷ thứ 5 Notitia Dignitatum đã liệt kê Betroclus là một trong hai địa điểm ở Syria nơi các đơn vị quân đội Ả Rập thường xuyên đóng quân như một phần của quốc phòng của tỉnh Phoenicia. Mặc dù chúng không được liệt kê là foederati, nhưng việc đưa vào Notitia Dignitatum cho thấy các đơn vị này sở hữu công trạng đặc biệt. Được coi là indigenae, Betroclus là người duy nhất trong số hai người trang điểm hoàn toàn bản địa.
Trong thế kỷ thứ 5 CE, thị trấn được kiểm soát bởi Salihids hoặc Tanukhids. Đến thế kỷ thứ 6, Ghassanids đã giành được quyền lực trong khu vực với tư cách là chư hầu của Đế quốc Byzantine.

### Tuổi kì Trung cổ
Nhà địa lý người Syria thế kỷ 13 Yaqut al-Hamawi đã đến thăm Furqlus vào năm 1226, dưới thời cai trị của Ayyubid. Ông viết rằng đó là "một mùa xuân gần Salamiyah ở Syria. Tên là nước ngoài, không phải tiếng Ả Rập."  Năm 1293, chỉ huy của các bộ lạc Bedouin ở Syria, Muhanna ibn Isa, con trai của ông Musa ibn Muhanna và anh trai Fadl ibn Isa, đã bị bắt tại Furqlus trong cuộc gặp với Mamluk sultan, al-Ashraf Khalil, người đang ở đó cuộc thám hiểm săn bắn.

### Thời đại Ottoman
Năm 1838 Furqlus được phân loại là một ngôi làng bị bỏ hoang bởi học giả người Anh Eli Smith. Vào cuối thế kỷ 19, Furqlus, sau đó đã được tái định cư, đã phải chịu một cuộc đột kích lớn của Bedouin, một sự xuất hiện phổ biến trong thị trấn được bao quanh bởi các vùng đất Bedouin. Theo nhà du lịch phương Tây John Kelman, Bedouin đã thu giữ những thành quả của vụ thu hoạch của thị trấn và "dọn sạch những ngôi nhà... của mỗi miếng đồng mà chúng chứa". Do đó, cư dân trở nên nghèo khó và cảnh giác với các cuộc đột kích thường xuyên. Họ tạm thời bỏ rơi Furqlus cho đến khi chính phủ Ottoman ở Istanbul thành lập một đội kỵ binh khá lớn ở đó cho quân đội Ottoman. Các cư dân trở về của thị trấn đã phải trả thêm một khoản tiền cho sự bảo vệ của nhà nước, điều này đã làm giảm đáng kể tỷ lệ các cuộc xâm nhập của Bedouin, mặc dù vậy họ vẫn tiếp tục đều đặn.
Các loại nhà ở Furqlus trong thời kỳ đó được gọi là "tổ ong". Thay vì những ngôi nhà mái bằng phổ biến có mặt ở hầu hết Syria của Ottoman, những ngôi nhà tổ ong được đặt trên đỉnh bởi những mái vòm cao màu trắng mọc lên những góc nhọn ở đỉnh cao của chúng và nhằm bảo vệ nhà ở khỏi thiệt hại do mưa. Furqlus được quản lý bởi một loạt những người theo đạo Hồi Ả Rập, những người từng đứng đầu bộ tộc hoặc bộ lạc của riêng họ.

### Kỷ nguyên hiện đại
Vào những năm 1960, Furqlus là một ngôi làng lớn, chủ yếu có những ngôi nhà nằm trên sân thượng. Ở phía đông của ngôi làng, có một vài ngôi nhà được xây dựng từ gạch bùn và mái vòm hình nón.
Chính phủ Syria, trong một liên doanh với chính phủ Iran, Venezuela và Tập đoàn al-Bukhari của Malaysia, đã bắt đầu xây dựng một nhà máy lọc dầu ở al-Furqlus năm 2009. Chi phí ước tính của dự án là 3 tỷ đô la và nhà máy sẽ có khả năng tinh chế 140.000 thùng mỗi ngày.
Nhà máy khí Furqlus đã bị ISIS đập phá vào tháng 3 năm 2016.